# Резолюція Генеральної Асамблеї ООН ES-11/4
Резолюція Генеральної Асамблеї ООН ES‑11/4 — четверта резолюція одинадцятої надзвичайної спеціальної сесії Генеральної Асамблеї ООН, що була прийнята 12 жовтня 2022 року.

## Передумови
Надзвичайна спеціальна сесія — це позапланове засідання Генеральної Асамблеї Організації Об'єднаних Націй для надання термінових рекомендацій щодо конкретної ситуації, що має значення для підтримання міжнародного миру і безпеки в будь-якому випадку, коли Рада Безпеки не діє через вето постійного члена.

Механізм був запроваджений у 1950 році з резолюцією «Єдність заради миру», яка проголошувала, що:
…якщо Рада Безпеки через відсутність одностайності постійних членів не виконує свою головну відповідальність за підтримання міжнародного миру і безпеки в будь-якому випадку, коли існує загроза миру, порушення миру, або акту агресії, Генеральна Асамблея негайно розглядає це питання з метою надання відповідних рекомендацій членам щодо колективних заходів, у тому числі у разі порушення миру чи акту агресії застосування збройної сили, коли це необхідно, для підтримувати або відновлювати міжнародний мир і безпеку. Якщо в цей час немає сесії, Генеральна Асамблея може зібратися на екстрену спеціальну сесію протягом двадцяти чотирьох годин після запиту.
Здатність Генеральної Асамблеї рекомендувати колективні заходи була предметом гострої суперечки в 1950-х і 1960-х роках. У 1962 році в консультативному висновку Міжнародного Суду стверджувалося, що, хоча «примусові дії» є виключною компетенцією Ради Безпеки, Генеральна Асамблея має повноваження приймати широкий спектр рішень, включаючи створення миротворчих сил.

## Резолюція ES-11/4
Резолюцією ES‑11/4 Генеральна Асамблея ООН засудила псевдореферендуми на окупованих територіях України, спроби РФ анексувати чотири області України, закликала держави, міжнародні організації та спецустанови ООН не визнавати будь-які зміни статусу областей України та вимагати від РФ негайного та безумовного скасування своїх рішень щодо статусу областей України і виведення всіх своїх військ з території України в межах її міжнародно визнаних кордонів.
Навідміну від трьох попередніх резолюцій, ця отримала найбільшу підтримку серед країн-членів ООН: була прийнята 143-ма голосами «за». 5 представників країн проголосували «проти» і 35 «утрималися».

## Голосування
Проєкт резолюції A/ES-11/L.5, який запропонували 7 жовтня 2022 року 44 держав-членів ООН, а до 12 жовтня до співавторства долучилися ще 32 держави (напівжирним шрифтом), ухвалили 12 жовтня на 14 пленарному засіданні 11-ї надзвичайної спеціальної сесії Генеральної Асамблеї кваліфікованою більшістю присутніх як A/RES/ES-11/4:
| Голос         | Кількість | Держави-члени Організації Об'єднаних Націй |
| ------------- | --------- | --- |
| За            | 143       | Австралія, Австрія, Албанія, Ангола, Андорра, Антигуа і Барбуда, Аргентина, Афганістан, Багамські Острови, Бангладеш, Барбадос, Бахрейн, Беліз, Бельгія, Бенін, Болгарія, Боснія і Герцеговина, Ботсвана, Бразилія, Бруней, Бутан, Вануату, Велика Британія, Габон, Гаїті, Гамбія, Гана, Гаяна, Гватемала, Гвінея-Бісау, Гренада, Греція, Грузія, Данія, Демократична Республіка Конго, Домініка, Домініканська Республіка, Еквадор, Естонія, Єгипет, Ємен, Замбія, Ізраїль, Індонезія, Ірак, Ірландія, Ісландія, Іспанія, Італія, Йорданія, Кабо-Верде, Камбоджа, Канада, Катар, Кенія, Кіпр, Кірибаті, Колумбія, Коморські Острови, Коста-Рика, Кот-д'Івуар, Кувейт, Латвія, Литва, Ліберія, Ліван, Лівія, Ліхтенштейн, Люксембург, М'янма, Маврикій, Мавританія, Мадагаскар, Малаві, Малайзія, Мальдіви, Мальта, Марокко, Маршаллові Острови, Мексика, Молдова, Монако, Науру, Непал, Нігер, Нігерія, Нідерланди, Німеччина, Нова Зеландія, Норвегія, Об'єднані Арабські Емірати, Оман, Палау, Панама, Папуа Нова Гвінея, Парагвай, Перу, Південна Корея, Північна Македонія, Польща, Португалія, Руанда, Румунія, Самоа, Сан-Марино, Саудівська Аравія, Сейшельські Острови, Сенегал, Сент-Вінсент і Гренадини, Сент-Кіттс і Невіс, Сент-Люсія, Сербія, Сінгапур, Словаччина, Словенія, Соломонові Острови, Сомалі, Сполучені Штати Америки, Суринам, Східний Тимор, Сьєрра-Леоне, Тонга, Тринідад і Тобаго, Тувалу, Туніс, Туреччина, Угорщина, Україна, Уругвай, Федеративні Штати Мікронезії, Фіджі, Філіппіни, Фінляндія, Франція, Хорватія, Чад, Чехія, Чилі, Чорногорія, Швейцарія, Швеція, Ямайка, Японія |
| Проти         | 5         | Білорусь, Нікарагуа, Північна Корея, Росія, Сирія |
| Утрималися    | 35        | Алжир, Болівія, Бурунді, В'єтнам, Вірменія, Гвінея, Гондурас, Еритрея, Есватіні, Ефіопія, Зімбабве, Індія, Казахстан, Киргизстан, Китайська Народна Республіка, Куба, Лаос, Лесото, Малі, Мозамбік, Монголія, Намібія, Пакистан, Південний Судан, Південно-Африканська Республіка, Республіка Конго, Судан, Таджикистан, Таїланд, Танзанія, Того, Уганда, Узбекистан, Центральноафриканська Республіка, Шрі-Ланка |
| Не голосували | 10        | Азербайджан, Буркіна-Фасо, Венесуела, Джибуті, Екваторіальна Гвінея, Іран, Камерун, Сальвадор, Сан-Томе і Принсіпі, Туркменістан |
| Всього        | 193       | |